# Дылевский, Клаус
Клаус Хуберт Герман Дылевский (11 мая 1916 — 1 апреля 2012) — немецкий фольксдойчер с польским гражданством, обершарфюрер СС, совершавший акты геноцида в концентрационном лагере Освенцим.

## Биография
Клаус Дылевский родился в Германской империи, Финкенвальде (ныне Здрое, Щецин, Польша), 11 мая 1916 года. Его детство прошло в Лазиске, где он ходил в школу.
После окончания школы в 1935 году он посещал технические курсы в Данцигской технической школе и изучал машиностроение. Он не закончил этот курс, и в 1939 году вступил в так называемое «Ополчение СС „Данциг“». В 1940 году он участвовал во вторжении во Францию.
В сентябре 1940 года он был переведён в Освенцим и назначен в Инспекцию концлагерей. Со дня назначения и до 1944 года он участвовал в расстрелах, пытках и умерщвлениях в газовых камерах. Весной 1944 года ему было присвоено звание обершарфюрера СС, и он был направлен в Херсбрукк где работал менеджером на авиационном заводе. На этом заводе в качестве рабских рабочих трудились политические заключенные из концентрационных лагерей.
На судебном процессе над сотрудниками Освенцима, который проходил во Франкфурте-на-Майне с 20 декабря 1963 по 20 августа 1965 Дылевский за личное участие в убийстве 32 заключенных и соучастие в гибели 750 человек был приговорён к 5 годам каторжных работ.
Умер 1 апреля 2012 года в Хильдене (Германия).